# Bosco Pesse
Bosco Pesse Quappe (Temuco, 2 de julio de 1962) es un militar chileno en retiro, General de División del Ejército de Chile. 
Hijo de Fernando Pesse y Gabriela Quappe, es el mayor de cuatro hermanos (Eugenio, María Verónica y Fernando). Se graduó de la Escuela Militar en diciembre de 1975, y tras una dilatada carrera militar en el arma de Ingenieros, incluyendo la dirección de la Escuela de Ingenieros Militares de Tejas Verdes, de la Academia de Guerra del Ejército, y la Agregaduría Militar de Chile en el Reino Unido, el general asumió en diciembre de 2008 como Comandante en Jefe de la II División de Ejército. 
En 2010, luego de que la presidenta Michelle Bachelet decretase estado de catástrofe a causa del terremoto del 27 de febrero de 2010, el general Pesse asumió como Jefe de Defensa Nacional para la Región del Maule, una de las más afectadas por el sismo y posterior maremoto. En este cargo, le correspondió decretar toque de queda para las ciudades de Talca, Cauquenes y Constitución, coordinar la entrega de ayuda a los damnificados y disponer de tropas para mantener el orden público en la zona.
El 25 de marzo de 2010 estando al mando de la II División del Ejército y en el marco de su labor como Jefe de la Defensa de la Región del Maule con ocasión del terremoto y tsunami del 27 de febrero, sufrió un accidente aéreo, cuando el helicóptero en que hacía una inspección de la zona siniestrada por el reciente terremoto, cayó a tierra. Todos los ocupantes de la aeronave sobrevivieron al accidente.
En noviembre de 2011 asumió como Comandante de Educación y Doctrina del Ejército de Chile, y a partir del 1 de enero de 2012 asumió en propiedad el grado de General de División y Director de Operaciones de la Institución. En 2013 se desempeñó como Jefe del Estado Mayor del Ejército acogiéndose a retiro a partir del 2014.   